# Teatro chicano
El teatro chicano es la dramatización popular del llamado México errante, es decir, los colectivos nacidos en Estados Unidos con raíces étnicas y culturales al sur del río Bravo. A partir de la segunda mitad del siglo XX se convirtió en una manifestación escénica creada para servir a los fines políticos del Movimiento Chicano en los años sesenta.

## Antecedente colonial
Aunque el teatro chicano tuvo su reconocimiento internacional con el desarrollo del teatro campesino, fundado por Luis Váldez a raíz de la huelga de los trabajadores de los viñedos californianos iniciada en 1965 en Delano, algunos estudios mencionan posibles fuentes anteriores.
En 1598, las crónicas del explorador Juan de Oñate en el espacio geográfico conocido luego como Nuevo México, dan noticia de cierta obra escrita por un tal capitán Farfán y titulad Los moros y los cristianos. De ese mismo periodo son Las cuatro apariciones de la virgen, atribuida a Juan de la Peña.
Este tipo de teatro popular, religioso y folclórico ha llegado hasta el siglo XXI envuelto en romances, corridos, cuentos, entremeses, comedias y piezas de corte religioso como los autos y las pastorelas. Ya en inicio del siglo XIX, fueron obras populares entre el público chicano una pieza anónima titulada Pastorela en dos actos y la Pastorela del Padre Florencio Ibáñez (1740-1818); este subgénero sería más tarde recuperado por el Teatro Campesino de Luis Váldez.

## Teatro hispanohablante estadounidense
En 1848, Antonio F. Coronel abre en Los Ángeles el primer teatro de habla hispana, instalando en su propia casa un escenario y 300 butacas en un espacio cubierto. Hasta ese momento el teatro era itinerante. En los años siguientes, el ejemplo de Coronel fue copiado no solo en Los Ángeles, sino también en San Antonio; así nacieron: el Teatro Hidalgo, el Teatro California, el Teatro México, el Teatro Nacional y el Teatro Zendejas.
Entre los grupos itinerantes conocidos hacia 1860 en el sudoeste de Estados Unidos, tuvo especial relevancia la "Compañía Española" de la Familia Estrella", dirigida por Gerardo López del Castillo y con sede en San Francisco. Otro signo de afirmación del teatro de habla hispana fue la convocatoria hecha por el Teatro Principal de Los Ángeles en 1921, para obras teatrales en español.
En 1937, se localiza en Nueva York un precedente del teatro solidario panhispánico, con la creación del Teatro Hispano, a cargo de un empresario mexicano apellidado Del Pozo. Poco después, en la década de 1940 la comunidad mexicano-estadounidense entró en conflicto social: el incidente de Sleepy Lagoon (1942) y los disturbios de Zoot Suit (1943), fueron dramáticos anticipos del Movimiento Chicano y el Teatro Campesino.
De la producción de autores mexicanos exiliados en Los Ángeles, pueden rescatarse los nombres de: Adalberto Elías González, Emilio Carrillo, Esteban V. Escalante y Gabriel Navarro. Todos ellos en la primera mitad del siglo XX.

### El teatro campesino
Pero la gran aportación a la dramaturgia chicana del siglo XX vino asociada al Movimiento Chicano en los años sesenta, como parte de un programa político de reivindicación pacífica de derechos sociales e identidad nacional. Las cabezas visibles de esa era dorada fueron el líder chicano César Chávez al frente del sindicato fundado por él en 1962, el National Farm Workers Association (NFWA), y el fundador del Teatro Campesino, Luis Váldez. A Váldez se le debe además la internacionalización del fenómeno teatral de identidad chicana; los elementales y primitivos Autos de su Teatro Campesino se presentaron como una revelación en el Festival de Teatro de Nancy en 1969, y años más tarde, en 1977, Zoot Suit subió a escena en Broadway y fue llevada al cine poco después.
Otros autores importantes en el terreno nacional han sido por ejemplo, Juan Felipe Herrera y Jorge Huerta, fundador en Santa Bárbara (California) del "Teatro de la Esperanza".

## Difusión del teatro chicano
La expansión del teatro chicano a partir de 1970 está marcada por la creación de numerosos colectivos, entidades y centros que desde el último cuarto del siglo XX han continuado -y en ocasiones enriquecido- la tarea de construcción de las señas de identidad del arte dramático mexicano-estadounidense. Además del mencionado "Teatro de la Esperanza" creado en 1971, cabe enumerar:
- El Teatro Chicano, fue fundado en 1968 por Lupe Saavedra y David Saucedo después de un "workshop" dado por Luis Valdez en Del Rey, California en 1968.
- El Teatro de la Gente, compañía bilingüe formada en 1970 por estudiantes de la Universidad de San José.
- El Teatro de los Pobres, nacido en El Paso (Texas).
- El Teatro de los Topes, compañía fundada en San Francisco en 1971, especializada en teatro de improvisación y parodias.
- El Teatro Urbano de Los Ángeles, nacido como "teatro de guerrilla" en 1972.
- El Teatro Libertad (Teatro del Pueblo), creado por campesinos, activistas y estudiantes en 1975, en Tucson (Arizona).
- El Teatro Nacional de Aztlán, fundado en 1976 por estudiantes de la Universidad Estatal de California, y luego liderado por Carlos Morton.
- El Teatro de los Niñós, un interesante proyecto conducido por Viviana Aparicio, dirigido al público infantil chicano y compuesto íntegramente por niños.
- El Teatro Guadalupe, fundado por Jorge Piña en 1986, en San Antonio (Texas).

Hay que destacar la activa personalidad de Juan Felipe Herrera que a lo largo de su vida ha puesto en marcha proyectos como: el Teatro al Aire Libre de Balboa Park, el Teatro Tolteca, el grupo teatral "Troka", el Teatro Zapata en Fresno (1990), el grupo "Manikrudo" (1993), y el Teatro Ambulante de la Salud (2003), dirigido a los emigrantes del Valle de San Joaquín.